# 스웨덴 농구 국가대표팀
스웨덴 농구 국가대표팀(스웨덴어: Sveriges landslag i basket)은 스웨덴을 대표하여 국가대항전에 참가하는 농구 국가대표팀으로 스웨덴 농구 연맹에 의해 운영된다.
1980년 하계 올림픽에 참가했으며 유로바스켓 대회에 총 11회 진출했다.

## 기록

### 선수 기록
최다 출전 선수
- 마티아스 살스트룀: 221
- 욘테 칼손: 224
- 스텐 펠드레이크: 190
- 오케 쉬테발: 168
- 요나스 라르손: 159
- 롤란드 람: 157
- 요아킴 셸봄: 156
- 페르 스튀메르: 144
- 페테르 보리: 144
- 마르틴 링스트룀: 141

최다 득점 선수
- 마티아스 살스트룀: 3127
- 스텐 펠드레이크: 2062
- 롤란드 람: 1901
- 욘테 칼손: 1866
- 요나스 라르손: 1782
- 레이프 위테르그렌: 1544
- 토르비에른 예르케: 1541
- 페르 스튀메르: 1374
- 토르비에른 탁센: 1354
- 요아킴 셸봄: 1160